# Glenn L. Martin Company
«Гленн Л. Мартін Кампані» (англ. Glenn L. Martin Company) — американська авіабудівна та аерокосмічна компанія, заснована піонером авіації Гленном Л. Мартіном. Компанія «Мартін» була виробником багатьох типів військових літаків для США та їхніх союзників, особливо під час Другої світової та Холодної війни. Протягом 1950-х і 60-х років компанія «Мартін» розширила своє виробництво з авіаційної промисловості у галузь розробки та створення ракетної техніки, дослідження та використання космічного простору.
У 1961 році компанія «Мартін» об'єдналася з «Американ-Марієтта Корпорейшн», великою компанією з видобутку піску та гравію, утворюючи корпорацію «Мартін Марієтта» У 1995 році «Мартін Марієтта» об'єдналася з аерокосмічним гігантом «Локхід Корпорейшн», щоб утворити корпорацію «Локхід Мартін».

## Продукція компанії «Мартін»

### Літаки

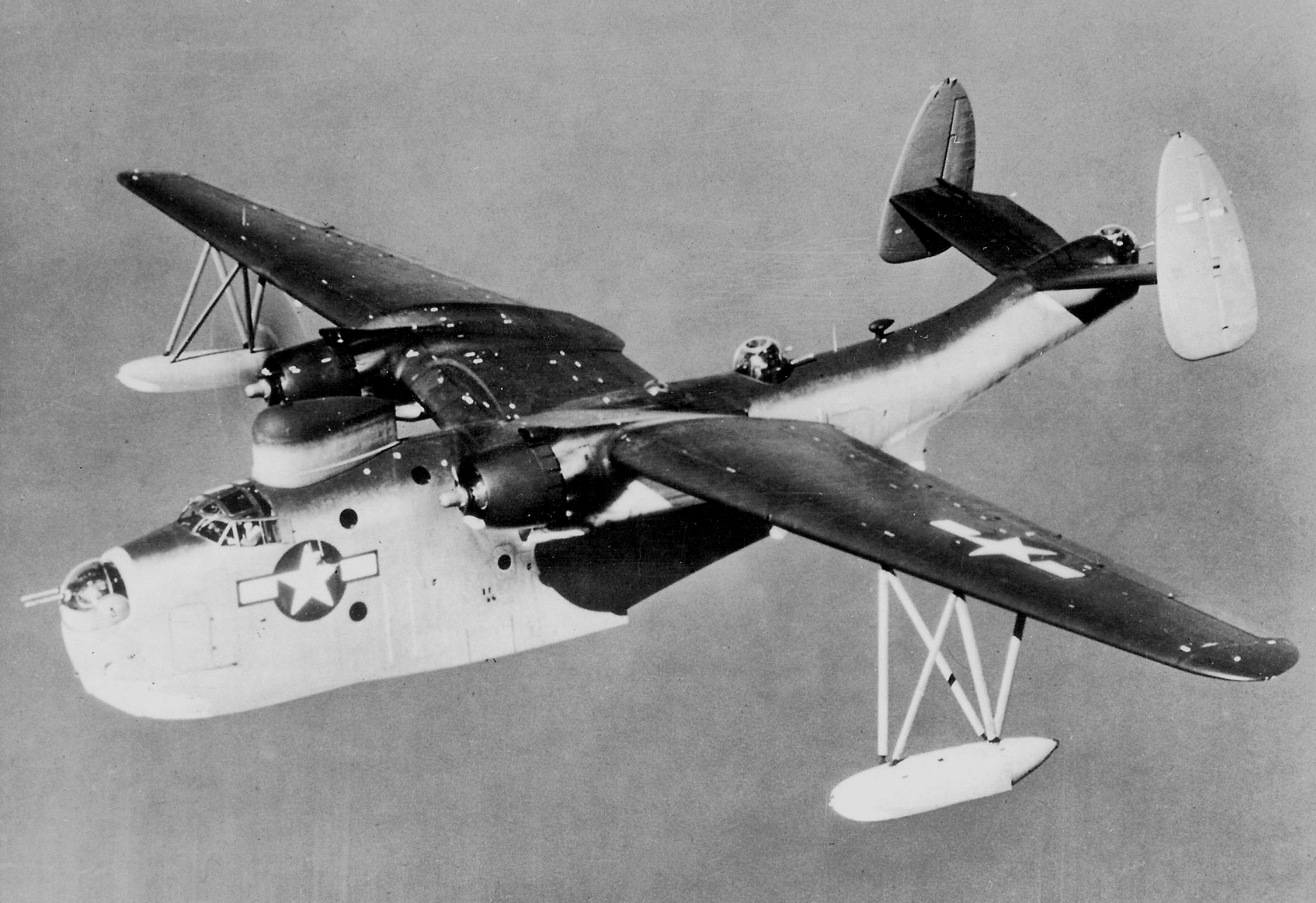
Martin PBM Mariner — двомоторний літаючий човен-патрульний/протичовновий літак

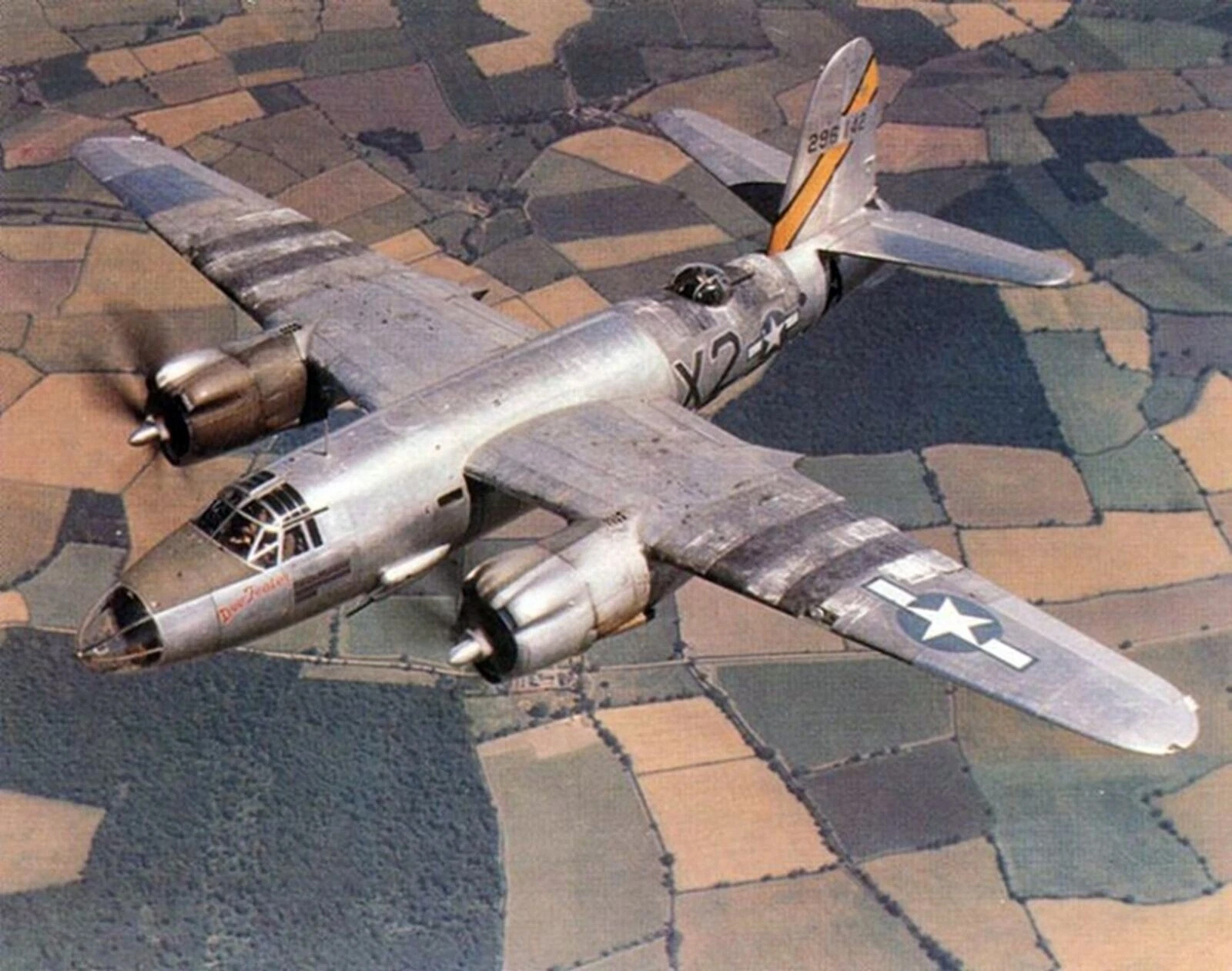
Martin B-26 Marauder — двомоторний середній бомбардувальник

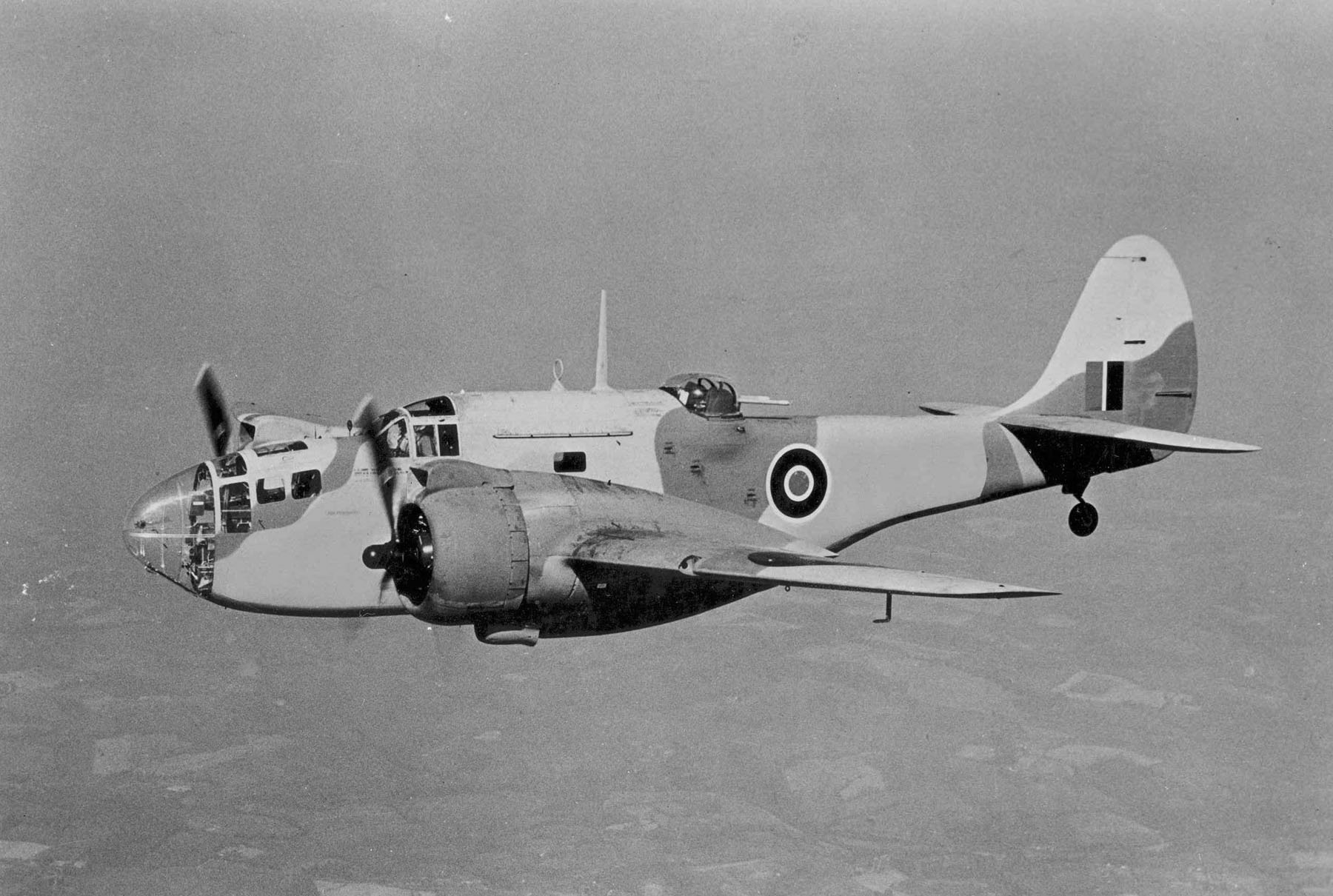
Martin Baltimore — двомоторний легкий бомбардувальник-розвідувальний літак

| Літак                                   | Перший політ | К-сть побудовано | Тип літака                                                                              |
| --------------------------------------- | ------------ | ---------------- | --------------------------------------------------------------------------------------- |
| Martin MB-1                             | 1918         | 20               | Двомоторний біплан-бомбардувальник                                                      |
| Martin NBS-1                            | 1920         | 130              | Двомоторний біплан-бомбардувальник                                                      |
| Martin MS                               | 1923         | 6                | Одномоторний біплан-розвідник                                                           |
| Martin N2M                              | 1924         | 1                | Прототип одномоторного навчально-тренувального біплана                                  |
| Martin MO                               | 1924         | 36               | Одномоторний літак спостереження                                                        |
| Martin T3M                              | 1926         | 124              | Одномоторний біплан-торпедоносець                                                       |
| Martin T4M                              | 1927         | 103              | Одномоторний біплан-торпедоносець                                                       |
| Martin BM                               | 1929         | 33               | Одномоторний біплан-торпедоносець                                                       |
| Martin XT6M                             | 1930         | 1                | Прототип одномоторного біплана-торпедоносця                                             |
| Martin PM                               | 1930         | 55               | Двомоторний біплан-літаючий човен — патрульний літак                                    |
| Martin XP2M                             | 1931         | 1                | Прототип тримоторного моноплана літаючого човна — патрульного літака — бомбардувальника |
| Martin P3M                              | 1931         | 9                | Двомоторний літаючий човен — патрульний літак — бомбардувальник                         |
| Martin B-10                             | 1932         | 348              | Двомоторний бомбардувальник                                                             |
| Martin M-130                            | 1934         | 3                | Чотиримоторний літаючий човен                                                           |
| Martin 146                              | 1935         | 1                | Прототип двомоторного моноплана бомбардувальника                                        |
| Martin M-156                            | 1937         | 1                | Чотиримоторний літаючий човен                                                           |
| Martin PBM Mariner                      | 1939         | 1 366            | Двомоторний літаючий човен — патрульний літак — бомбардувальник                         |
| Martin 167 Maryland                     | 1939         | 450              | Двомоторний бомбардувальник                                                             |
| Martin B-26 Marauder                    | 1940         | 5 288            | Двомоторний бомбардувальник                                                             |
| Martin 187 Baltimore                    | 1941         | 1 575            | Двомоторний бомбардувальник                                                             |
| Martin JRM Mars                         | 1942         | 7                | Чотиримоторний літаючий човен                                                           |
| Martin B-29 Superfortress               | 1944         | 536              | Чотиримоторний бомбардувальник                                                          |
| Martin AM Mauler                        | 1944         | 151              | Одномоторний штурмовик                                                                  |
| Martin P4M Mercator                     | 1946         | 21               | Двомоторний патрульний літак — бомбардувальник                                          |
| Martin 2-0-2                            | 1946         | 47               | Двомоторний пасажирський літак                                                          |
| Martin XB-48                            | 1947         | 2                | Прототип шестимоторного реактивного бомбардувальника                                    |
| Martin 3-0-3                            | 1947         | 1                | Прототип двомоторного пасажирського лайнера                                             |
| Martin P5M Marlin                       | 1948         | 285              | Двомоторний літаючий човен — патрульний літак — бомбардувальник                         |
| Martin XB-51                            | 1949         | 2                | Прототип тримоторного реактивного бомбардувальника                                      |
| Martin 4-0-4                            | 1950         | 103              | Двомоторний пасажирський літак                                                          |
| Martin B-57 Canberra                    | 1953         | 403              | Двомоторний реактивний бомбардувальник                                                  |
| Martin P6M SeaMaster                    | 1955         | 12               | Чотиримоторний реактивний літаючий човен—патрульний літак—бомбардувальник               |
| Martin/General Dynamics RB-57F Canberra | 1963         | 21               | Двомоторний реактивний розвідувальний літак                                             |
| Martin M2O-1                            |              | 3                | Одномоторний поплавковий гідролітак спостереження                                       |
| Martin XO-4                             |              |                  | Одномоторний біплан спостереження                                                       |
| Martin 70                               |              | ~2               | Одномоторний біплан-поштовий літак                                                      |
| Martin XNBL-2                           | н/д          | 0                | Двомоторний біплан-бомбардувальник (не будувався)                                       |
| Martin XLB-4                            | н/д          | 0                | Двомоторний біплан-бомбардувальник (не будувався)                                       |
| Martin XB-16                            | н/д          | 0                | Чотиримоторний біплан-бомбардувальник (не будувався)                                    |
| Martin XB-27                            | н/д          | 0                | Двомоторний бомбардувальник (не будувався)                                              |
| Martin XB-33 Super Marauder             | н/д          | 0                | Двомоторний бомбардувальник (не будувався)                                              |
| Martin XB-68                            | н/д          | 0                | Двомоторний реактивний бомбардувальник (не будувався)                                   |
| Martin 193                              | н/д          | 0                | Шестимоторний транспортний літаючий човен (не будувався)                                |
| Martin P7M SubMaster                    | н/д          | 0                | Комбінований чотирипоршневий/двореактивний протичовновий літаючий човен                 |

### Ракети та ракетні комплекси
- AAM-N-4 Oriole
- ASM-N-5 Gorgon V
- MGM-1 Matador
- MGM-13 Mace
- MGM-18 Lacrosse
- Bold Orion
- Титан
  - SM-68 Titan
  - HGM-25A Titan I
  - LGM-25C Titan II
- Вікінг

### Ракетні прискорювачі
- Венгард
- Titan II GLV
- Titan IIIB
- Titan IIIC
- Titan IV